# Euagra delectans
Euagra delectans är en fjärilsart som beskrevs av William Schaus 1911. Euagra delectans ingår i släktet Euagra och familjen björnspinnare. Inga underarter finns listade i Catalogue of Life.